# Långtjärnen (Ljusdals socken, Hälsingland, 687625-148715)
Långtjärnen är en sjö i Ljusdals kommun i Hälsingland och ingår i Ljusnans huvudavrinningsområde.